# Los Rebeldes
Los Rebeldes est un groupe espagnol de rock, originaire de Barcelone.

## Histoire
Carlos Segarra est le fondateur du groupe. Dès l'âge de 15 ans, il se produit en public dans certains endroits en interprétant des reprises de Jerry Lee Lewis, The Beatles, Bob Dylan et surtout, Eddie Cochran. Son ami Loquillo le soutient en tant qu'agent artistique et, plus tard, ils s'associent pour former un groupe musical, Teddy, Loquillo y sus amigos. En 1978, il fait partie du groupe Correo viejo (basse et chant), avec Joe Luciano (chant, guitare), Pedro Martínez (guitare, chant) et Bolas (batterie). En 1979, Carlos Segarra, avec Aurelio Morata à la basse et Moisés Sorolla à la batterie, forme Los Rebeldes. Peu après, en 1980, avec Los Intocables, ils accompagnent Loquillo dans Los tiempos están cambiando, un album qui atteint une certaine notoriété avec la chanson Esto no es Hawái.
Avec l'arrivée de Speed au clavier, Los Rebeldes enregistrent en 1981 leur premier album studio : Cervezas, chicas y... rockabilly !, dans lequel apparaissent des chansons comme El rock del hombre lobo et Rocker,. Plus tard, en 1982, ils enregistrent le single Carolina / Demasiado whisky, dans lequel Jordi Simó, le guitariste du groupe pendant 1981-1983, a également participé.
En 1985 (avec la reformation du trio, Segarra-Morata-Sorolla) et par l'intermédiaire de Twins, paraît le mini-album Esto es rocanrol, où l'on retrouve des classiques du répertoire du groupe comme Harley 66, Esa manera de andar ou la chanson qui donne son titre à l'album. En 1986, l'album Rebeldes con causa est publié. Aurelio Morata quitte le groupe et Tony Nervio Roto rejoint les quatre cordes ainsi que le saxophoniste Dani Nel-lo. Des chansons comme Quiero ser una estrella, Noche de acción, No me gusta trabajar et Mescalina y apparaissent. Ils commencent à se faire connaître dans le milieu et, en 1987, ils enregistrent en direct Preferably Alive, où ils apparaissent à plusieurs reprises dans des programmes télévisés. Peu après, en 1988, ils enregistrent Más allá del bien y del mal, avec une chanson qui devient le tube de l'été, Mediterráneo. Entretemps, ses apparitions à la radio et à la télévision sont constantes. Une chanson se démarque également, Bajo la luz de la luna, qui devient un classique du rock en espagnol. Trois autres singles deviennent des hits : Un Español en Nueva York, Mi generación et Corazón de Rock n Roll.
En 1995, Los Rebeldes enregistrent leur deuxième album live Básicamente.... Rebeldes, produit par Jaime Stinus, dans lequel ils interprètent leurs chansons les plus connues : Mediterráneo, El rock del hombre lobo, Rebeca, Mescalina, etc., ainsi que la chanson Ardiente amor, une reprise du classique Burning Love, popularisé par Elvis Presley, et adapté par Carlos Segarra. Il comprend aussi des collaborations avec Antonio Carmona, Ariel Rot, Diego Cortés, Javier Vargas et Jaime Stinus lui-même.
En 2013, ils sortent l'album 123 Acción et se produisent en salle, notamment à Madrid à la Sala Lemon et à Barcelone.

## Membres actuels
- Carlos Segarra — guitare, chant
- Lucky Martínez — batterie
- Celso Sierra — contrebasse
- Jorge Rebenaque — guitare, chant
- Miguel Ángel Escorcia — guitare, chant
- Dani Nel.lo — saxophone, chant

## Discographie
- 1981 : Cervezas, chicas y... Rockabilly!
- 1982 : Carolina / Demasiado whisky (single)
- 1984 : Esto es Rocanrol (mini-album)
- 1986 : Rebeldes con causa
- 1987 : Preferiblemente vivos (album live)
- 1988 : Más allá del bien y del mal
- 1990 : En cuerpo y alma
- 1991 : Tiempos de Rocanrol
- 1991 : Héroes
- 1993 : La rosa y la cruz
- 1995 : Básicamente... Rebeldes (album live)
- 1997 : Carne para tiburones
- 1999 : Vicios y virtudes
- 2003 : Rebeldes y rebeldes (compilation hommage)
- 2008 : Más sabe el diablo
- 2009 : Rebeldes 1979-1985
- 2010 : Noches de luz, días de gas
- 2011 : Rebeldes con causa (réédition)
- 2013 : 123 Acción
- 2016 : A flor de piel
- 2019 : Rock Ola Blues
- 2019 : Corazón de rock 'n' roll (compilation fêtant leur 40e anniversaire d'existence) (Sony Music)
- 2019 : 40 aniversario (Sony Music)
- 2019 : Preferiblemente (Sony Music)
- 2019 : Más allá del bien y del mal (Sony Music)
- 2022 : La rosa y la cruz (Sony Music)
- 2022 : Rebeldes con causa (Sony Music)
- 2022 : En cuerpo (Sony Music)